# فریتس نویزر
فریتس نویزر (انگلیسی: Fritz Neuser؛ زادهٔ ۱۴ آوریل ۱۹۳۲) دوچرخه‌سوار اهل آلمان است.